# 피로딕티움과
피로딕티움과는 데술푸로콕쿠스목에 속해 있는 고균 과이다.
이 과의 고균은 데술푸로콕쿠스과의 고균과는 다르게 섭씨 100 °C 이상에서 최적의 성장률을 보인다.